# Université Jawaharlal-Nehru
Pour les articles homonymes, voir JNU.
L'université Jawaharlal-Nehru (en hindi : जवाहरलाल नेहरू विश्वविद्यालय ; en anglais : Jawaharlal Nehru University ou JNU), située à New Delhi, est une Université centrale indienne.
C'est la plus prestigieuse université de sciences sociales en Inde.

## Historique
L'université porte le nom de Jawaharlal Nehru, première personne à avoir tenu le poste de Premier ministre de la République indienne.
Elle a été créée par Indira Gandhi, la fille de Nehru, et instituée en 1969 par un Acte du parlement. Selon India Today elle est classée deuxième des universités publiques en Inde.
L'université Jawaharlal-Nehru est réputée pour être un bastion de la gauche, notamment marxiste. En mars 2010, le président de l’université a tenté de censurer certaines activités culturelles et politiques sur le campus, avant d'y renoncer face à la mobilisation d'étudiants.
À partir de novembre 2019, les étudiants de l'université conduisent un mouvement de protestation la hausse des loyers étudiants et des droits d’inscription, ainsi que de nouvelles règles comme le couvre-feu après 22 h 30 et l’imposition d’un code vestimentaire. Une attaque d'une centaine de militants encagoulés, membres de l’Association des volontaires nationaux (RSS, extrême droite), fait 34 blessés en janvier 2020.

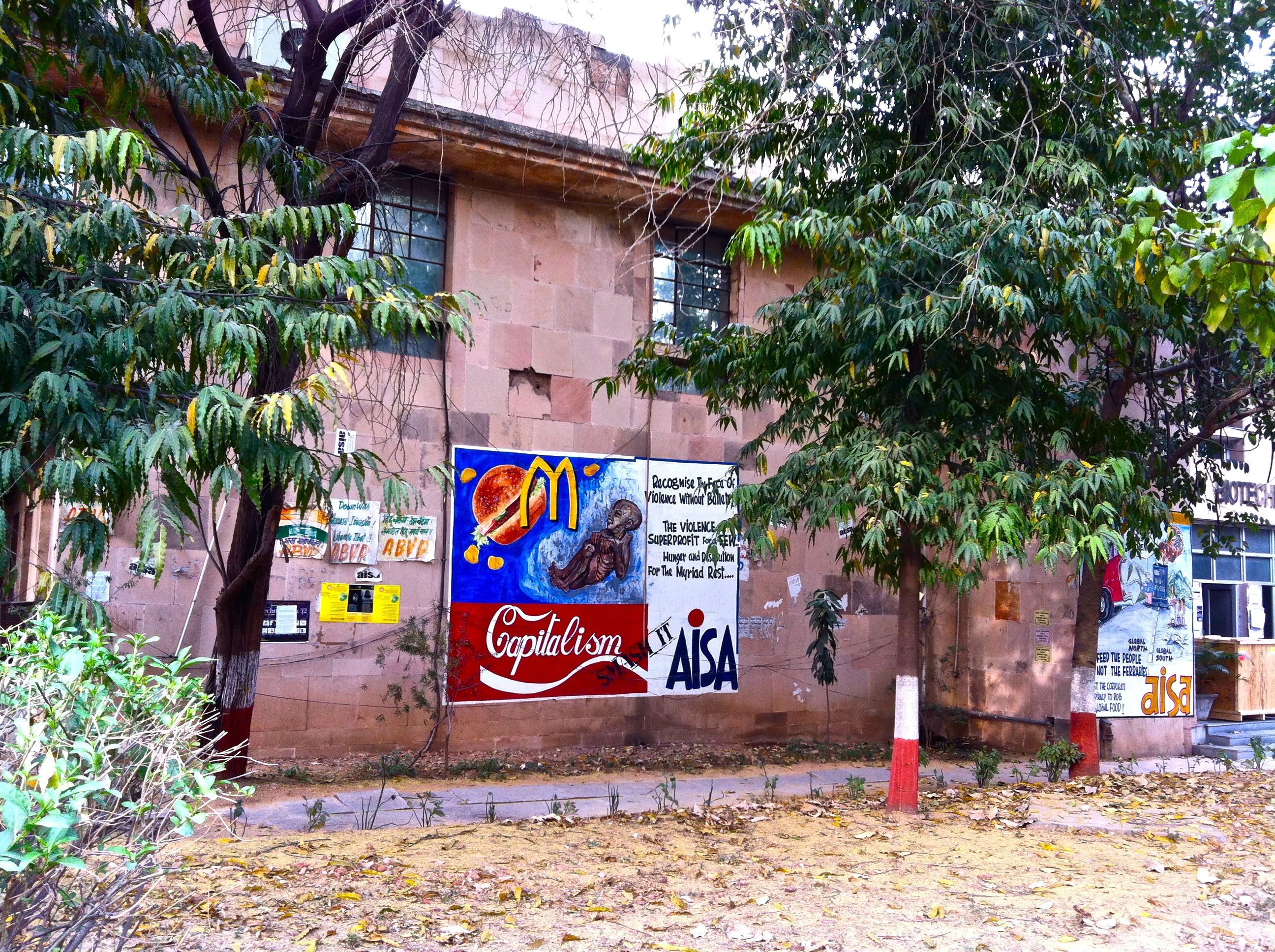
Bâtiment de l'école de biotechnologie de la JNU.

## Organisation
L'université est constituée de dix écoles découpées en centres et de quatre centres indépendants :

### Écoles
1. School of Arts & Aesthetics
2. School of Biotechnology
3. School of Computer and Systems Sciences
4. School of Environmental Sciences
5. School of Computational and Integrative Sciences
6. School of International Studies
7. School of Language Literature and Culture Studies
8. School of Life Sciences
9. School of Physical Sciences
10. School of Social Sciences

### Centres
1. Special Centre for Molecular Medicine
2. Special Centre for Sanskrit Studies
3. Centre for the Study of Law and Governance
4. Special Centre for Nanoscience

- National Institute of Immunology

## Personnalités liées à l'université

### Professeurs
- Saraswati Raju, géographe en sciences sociales
- Kavita Singh, professeure d'histoire de l'art

### Étudiants
- Anjana Appachana, nouvelliste et romancière féministe
- Jamyang Phuntsok, physicien et auteur de bande dessinée tibétain
- Prem Chowdhry
- Miniya Chatterji, universitaire indienne.
- Umar Khalid, prisonnier politique.

### Personnalités politiques
- Thomas Issac, ministre des Finances de l'État du Kerala
- Digvijay Singh (Bihar), ancien ministre d'État des Affaires étrangères
- Baburam Bhattarai, ancien ministre des Finances du Népal